# Franz Müntefering

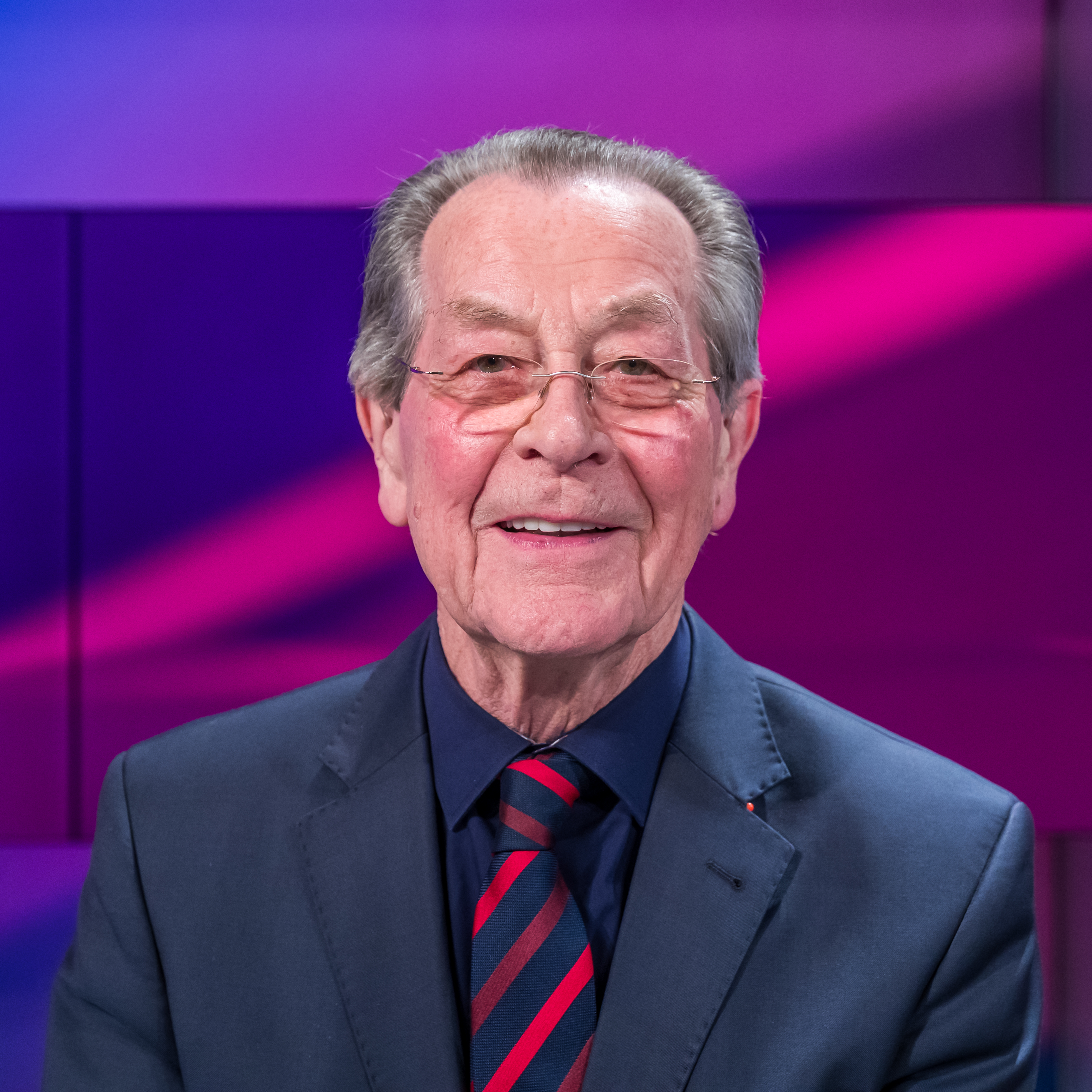
Franz Müntefering, 2025

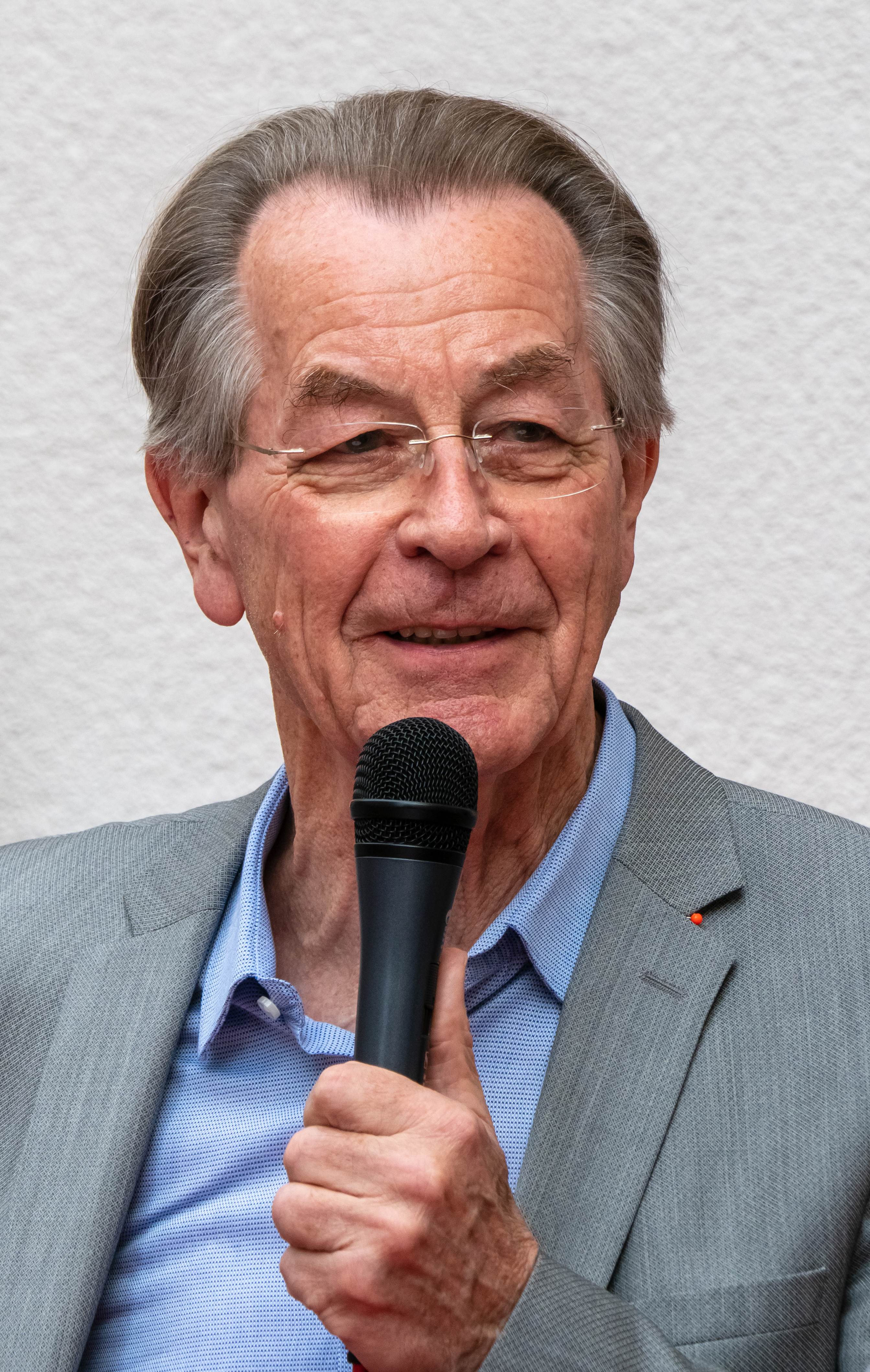
Franz Müntefering (2018)

Franz Müntefering (* 16. Januar 1940 in Neheim) ist ein ehemaliger deutscher Politiker (SPD).
In den Jahren 1975 bis 1992 und 1998 bis 2013 war Müntefering Abgeordneter im Deutschen Bundestag (MdB). Von 1998 bis 1999 war er Bundesminister für Verkehr, Bau- und Wohnungswesen im ersten Kabinett Schröder. Von 2005 bis 2007 war er Vizekanzler und Bundesminister für Arbeit und Soziales im ersten Kabinett Merkel.
Müntefering war von 2002 bis 2005 Vorsitzender der SPD-Bundestagsfraktion und von März 2004 bis November 2005 sowie von Oktober 2008 bis November 2009 Bundesvorsitzender der SPD. Von 2015 bis 2021 war er Vorsitzender der BAGSO – Bundesarbeitsgemeinschaft der Seniorenorganisationen.

## Leben

### Ausbildung
Franz Müntefering wurde im Januar 1940 als einziges Kind des Landwirts und Fabrikarbeiters Franz Müntefering und dessen Frau Anna Müntefering, geborene Schlinkmann, im sauerländischen Neheim (ab April 1941 Neheim-Hüsten) bei Arnsberg geboren. Er wuchs im nahegelegenen Sundern auf. Erst im Alter von sechseinhalb Jahren lernte er seinen Vater kennen, als dieser aus der Kriegsgefangenschaft heimkehrte. Die Eltern starben beide 1985.
Nach dem Besuch der Volksschule in Sundern absolvierte Müntefering von 1954 bis 1957 eine Ausbildung zum Industriekaufmann, anschließend war er bis 1975 in der metallverarbeitenden Industrie tätig und wurde 1967 Mitglied der Gewerkschaft IG Metall. 1961/1962 leistete er seinen Grundwehrdienst bei der Panzergrenadiertruppe in Höxter und Osterode am Harz ab.

### Parteilaufbahn
Seit 1966 ist er Mitglied der SPD, deren Vorstand er ab 1991 angehörte. Von 1992 bis 1998 war er auch Vorsitzender des SPD-Bezirks Westliches Westfalen. Von 1995 bis 1998 und kommissarisch von September bis Dezember 1999 war er Bundesgeschäftsführer der SPD. Von 1998 bis 2001 hatte er das Amt des SPD-Landesvorsitzenden in Nordrhein-Westfalen inne und vom 7. Dezember 1999 bis zum 20. Oktober 2002 das des SPD-Generalsekretärs. Auf einem SPD-Sonderparteitag am 21. März 2004 wurde er als Bundesvorsitzender der SPD Nachfolger von Gerhard Schröder. Er erhielt 95,1 % der Stimmen, das bis dahin beste Ergebnis für einen SPD-Vorsitzenden seit 1991.

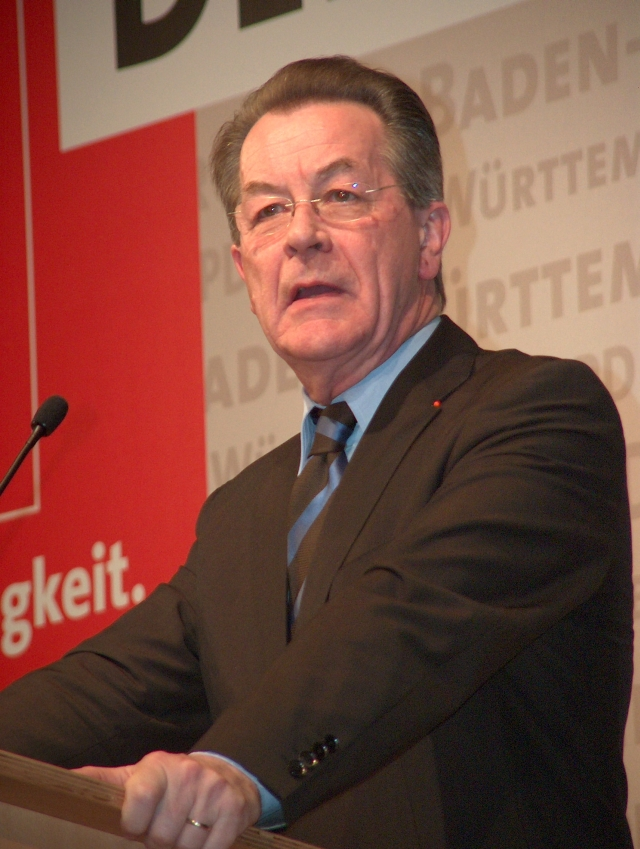
Vizekanzler Müntefering beim „Politischen Aschermittwoch“ am 1. März 2006 in Neckarsulm

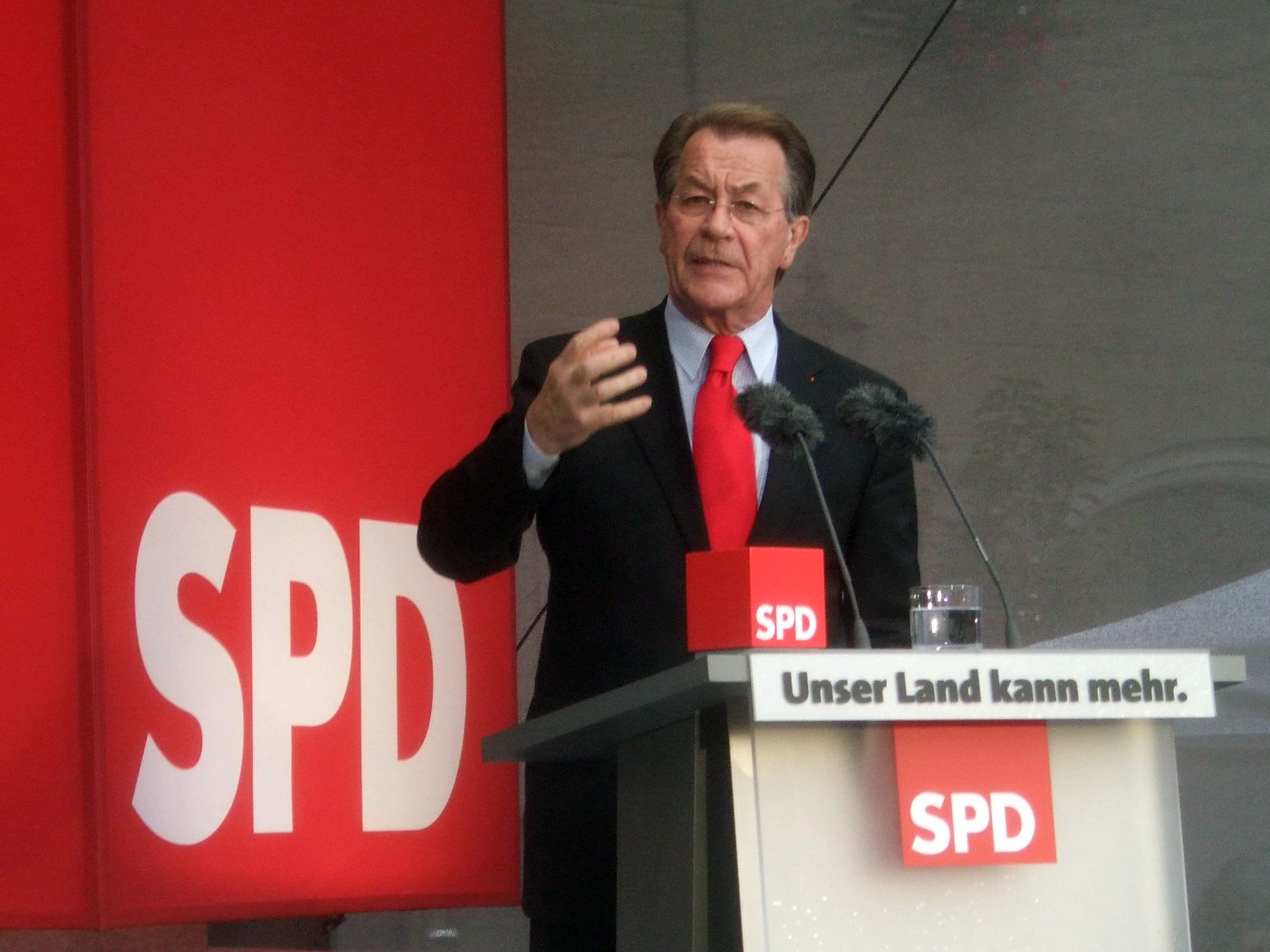
SPD-Chef Müntefering am 14. September 2009 in Augsburg

Im Oktober 2005 schlug Müntefering den bisherigen SPD-Bundesgeschäftsführer Kajo Wasserhövel als künftigen Generalsekretär vor. Als sich jedoch am 31. Oktober 2005 innerhalb des Parteivorstandes in einer Kampfabstimmung die zum linken Flügel zählende Andrea Nahles durchsetzte, kündigte Müntefering an, nicht mehr für den Parteivorsitz zu kandidieren. Auf dem Bundesparteitag in Karlsruhe am 15. November 2005 wurde Matthias Platzeck mit 99,4 % der gültigen Delegiertenstimmen zu seinem Nachfolger gewählt.
Im August 2008, einen Monat nach dem Tod seiner Frau, die er bis zuletzt gepflegt hatte, kehrte Müntefering in die Spitzenpolitik zurück, um die SPD im Vorfeld der anstehenden Landtags- und Bundestagswahlen zu unterstützen. Nach dem Rücktritt von Kurt Beck am 7. September 2008 wurde er auf einem Sonderparteitag in Berlin am 18. Oktober 2008 mit 84,86 Prozent als dessen Nachfolger gewählt.
Nachdem die SPD bei der Bundestagswahl am 27. September 2009 nur 23 Prozent der Stimmen erreicht hatte, kündigte Müntefering an, auf dem SPD-Parteitag vom 13. bis 15. November 2009 in Dresden nicht mehr zu kandidieren. Er wurde als Vorsitzender am 13. November 2009 von Sigmar Gabriel abgelöst.

### Abgeordnetentätigkeit
Von 1969 bis 1979 gehörte Müntefering dem Stadtrat von Sundern an. 1975 zog er als Nachrücker erstmals in den Bundestag ein und gehörte ihm bis 1992 an. Er war dort von 1990 bis 1992 Parlamentarischer Geschäftsführer der SPD-Bundestagsfraktion. Nach seiner Berufung zum Minister in Nordrhein-Westfalen schied er aus dem Parlament aus.
Von 1996 bis 1998 war er Mitglied des Landtages von Nordrhein-Westfalen.
Dem Deutschen Bundestag gehörte Müntefering anschließend erneut von 1998 bis 2013 an, wonach er nicht mehr zur Wahl antrat. Von September 2002 bis November 2005 war er Vorsitzender der SPD-Bundestagsfraktion.

### Öffentliche Ämter
Vom 18. Dezember 1992 bis zum 27. November 1995 gehörte er als Minister für Arbeit, Gesundheit und Soziales des Landes Nordrhein-Westfalen dem Kabinett von Ministerpräsident Johannes Rau an.
Nach der Bundestagswahl 1998 wurde er am 27. Oktober 1998 als Bundesminister für Verkehr, Bau- und Wohnungswesen in die von Bundeskanzler Gerhard Schröder geführte Bundesregierung berufen. Nach dem Rücktritt von Ottmar Schreiner am 5. September 1999 vom Amt des Bundesgeschäftsführers der SPD legte Müntefering sein Ministeramt am 17. September 1999 nieder und wurde kommissarischer Bundesgeschäftsführer.
Am 22. November 2005 wurde er zum Stellvertreter der Bundeskanzlerin und zum Bundesminister für Arbeit und Soziales in der von Angela Merkel geführten Bundesregierung ernannt. Müntefering kündigte am 13. November 2007 aus familiären Gründen seinen Rücktritt von seinen Ämtern als Minister und Vizekanzler an, dieser wurde am 21. November 2007 vollzogen.

### Ehrenämter
Franz Müntefering war von 2013 bis 2021 ehrenamtlich Präsident des Arbeiter-Samariter-Bundes Deutschland. Zudem war er von 2013 bis 2021 neben Lothar de Maizière Vorstandsvorsitzender der Deutschen Gesellschaft e. V. Am 25. November 2015 wählte ihn außerdem die Mitgliederversammlung der BAGSO – Bundesarbeitsgemeinschaft der Seniorenorganisationen zum Vorsitzenden. Nach zwei Amtsperioden trat er 2021 nicht wieder zur Wahl des Vorsitzenden an. Seit März 2014 ist Franz Müntefering Beiratsvorsitzender des Berliner Demografie Forums.

### Privates
Müntefering ist zum dritten Mal verheiratet. Im Jahr 1961 heiratete er Renate Latusek (1940–2017). Aus der geschiedenen ersten Ehe stammen seine beiden Töchter, Beatrix Müntefering und die Schriftstellerin Mirjam Müntefering. 1995 heiratete er Ankepetra Rettig (1946–2008). Ihr Krebsleiden, dem sie am 31. Juli 2008 in Bonn erlag, war der Grund für Münteferings Rücktritt als Bundesminister und Vizekanzler im Herbst 2007. Er wollte eigentlich bei der Bundestagswahl 2009 nicht mehr antreten, ließ sich aber im September 2008 von Frank-Walter Steinmeier (damals designierter SPD-Kanzlerkandidat) umstimmen.
Am 12. Dezember 2009 heiratete er die 40 Jahre jüngere Journalistin Michelle Schumann, die seine ehemalige Büromitarbeiterin war. Michelle Müntefering war von 2013 bis 2025 ebenfalls Mitglied des Deutschen Bundestages und von März 2018 bis Dezember 2021 Staatsministerin im Auswärtigen Amt.
Im August 2023 wurde ihm operativ eine neue Herzklappe eingesetzt.
Franz Müntefering ist römisch-katholisch getauft. Eigenen Angaben zufolge hörte er im Alter zwischen 20 und 25 auf zu glauben und entschied sich, Anfang 2025 aus der Kirche auszutreten.

## Positionen

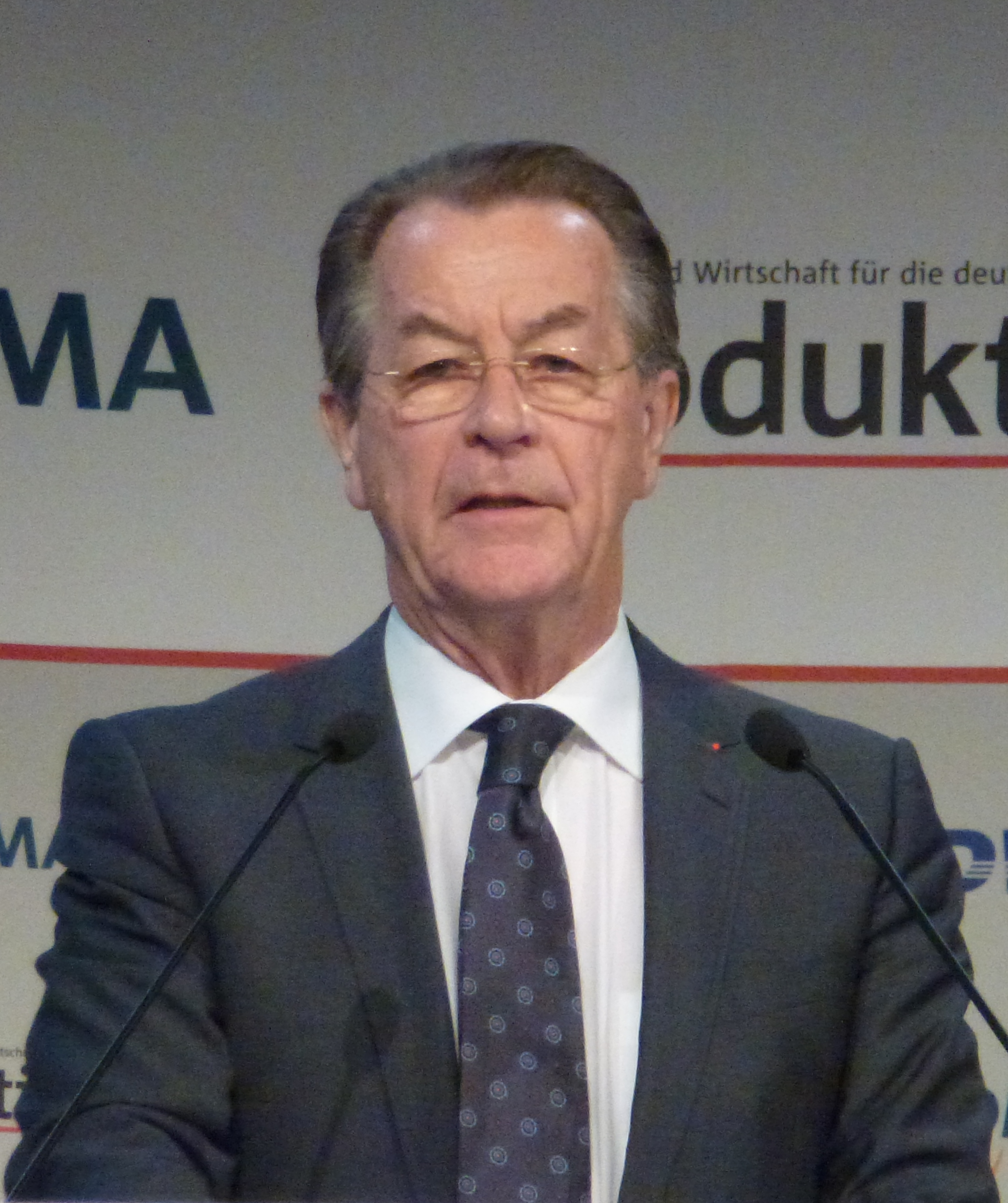
Franz Müntefering (2012)

### Liberalisierung der Finanzmärkte
Im April 2005 kritisierte Müntefering das Investitionsverhalten von Investmentgesellschaften und Hedge-Fonds, derartige Kritik war bis dahin nur von Globalisierungskritikern geäußert worden. Er verglich sie mit Heuschrecken und löste damit die Heuschreckendebatte in Politik und Medien aus.

### Steueroasen
Am 25. Februar 2009 äußerte sich Müntefering beim Politischen Aschermittwoch der baden-württembergischen SPD in Ludwigsburg in Bezug auf Länder mit niedrigerem Steuersatz als in Deutschland: „Früher hätte man dort Soldaten hingeschickt. Aber das geht heute nicht mehr.“ Der luxemburgische Premierminister Jean-Claude Juncker zeigte sich daraufhin empört, und im Schweizer Parlament fand seine Aussage ebenfalls ein negatives Echo.

## Ehrungen und Auszeichnungen
- Marie-Juchacz-Plakette 2006, höchste Auszeichnung der Arbeiterwohlfahrt (AWO)[20]
- Franz Müntefering wurde am 13. Januar 2008 zum Ehrenbürger seiner Heimatstadt Sundern (Sauerland) ernannt.[21]
- Am 22. Januar 2015 erhielt Franz Müntefering den Heinrich-Albertz-Friedenspreis der Arbeiterwohlfahrt für seine politische Lebensleistung.[22]
- Müntefering ist Ehrenmitglied des Reichsbanners Schwarz-Rot-Gold, Bund aktiver Demokraten e. V.[23]
- Oswald-von-Nell-Breuning-Preis (2017) der Stadt Trier[24]
- August-Bebel-Preis (2023)[25]

## Kabinette
- Kabinett Rau IV (Land NRW)
- Kabinett Rau V (Land NRW)
- Kabinett Schröder I (Bund)
- Kabinett Merkel I (Bund)

## Audio
- Erlebte Geschichten Franz Münterfering, 21.27 Minuten, WDR 13. April 2020

## Werke
- Franz Müntefering, Tissy Bruns: Macht Politik! Herder Verlag, Freiburg im Breisgau 2008, ISBN 978-3-451-30122-3.
- Franz Müntefering: Unterwegs: Älterwerden in dieser Zeit. J.H.W. Dietz, Bonn 2019, ISBN 978-3-8012-0543-0.
- Franz Müntefering: Nimm das Leben, wie es ist. Aber lass es nicht so. J.H.W. Dietz, Bonn 2024, ISBN 978-3-8012-0672-7.

## Dokumentarfilme
- Klare Kante Münte!, WDR Fernsehen (Ein Film von Regina Niedenzu)